# Dorfer Bach (Niers)
Der Dorfer Bach ist ein linkes Nebengewässer der Niers im niederrheinischen Kreis Viersen.

## Bachbeschreibung
Das Gewässer, welcher der Herrlichkeit Viersen den Namen gab, war der Dorfer Bach. Er hieß Verse; die erste Siedlung von Viersen, die an seinen beiden Ufern entstand, hieß nach ihm Verse. Dorfer Bach hieß er bis zur Neuzeit, weil an ihm das Dorf, die älteste Honschaft von Viersen lag. Er ist heute im Stadtgebiet weitgehend kanalisiert. Er gehörte mit dem Rintger Bach und dem Hammer Bach zu den wasserreichsten Bächen von Viersen. Er entsprang in über 100 Quellen in Noppdorf. Die meisten Quellen kamen im Sumpfgebiet der Kaisermühle zutage und bildeten dort den Mühlenweiher. Das Wasser verschiedener Quellgewässer und das auslaufende Wasser der Kaisermühle vereinten sich zum Dorfer Bach. Er lief offen die Kaiser- und Dülkener Straße herunter. Vor dem heutigen Amtsgericht bildete der Bach den Dorfer Weiher. Neben diesem lag die Dorfer Bleiche, auf der das im Dorf hergestellte Leinen gebleicht wurde, welches dabei häufig mit dem Wasser des Dorfer Baches begossen werden musste. Der Bach unterquerte die Hauptstraße unter einer seiner vier hölzernen Brücken und lief dann über die Goeters- und Gerberstraße in östlicher Richtung weiter. In den Kalversbenden nahm er den Rintger Bach auf und bog dann nach Norden. Im Rahser Bruch teilte es sich. Ein Arm lief nördlich in den Schwarzgraben der Landwehr, den er speiste, der zweite Arm floss nach Osten, nahm rechts den aus dem Pielbruch kommenden Pielbach auf und mündete hinter der Clörather Mühle in die Niers.
Der Dorfer Bach ist heute im Stadtgebiet Viersen teilweise kanalisiert. Ab der Gerberstraße und Am Dorfer Bach fließt er als offener Graben in östlicher Richtung, der vom Rintger Bach aufgenommen wird, welcher dann und dann bald danach östlich in den Alsbach einfließt. Die Pflege und Unterhaltung des Gewässers obliegt dem Wasser- und Bodenverband der Mittleren Niers, der in Grefrath seinen Sitz hat.

## Mühlen am Dorfer Bach
Am Dorfer Bach stehen oder standen eine Reihe ehemaliger Wassermühlen:
- Kaisermühle, An der Kaisermühle 20
- Kimmelmühle, Kaiserstraße 10
- Goetersmühle, Ecke Goeters-, Brückenstraße
- Biestenmühle, Goetersstraße (Förderschule)
- Schricksmühle, Ecke Sittarder-, Gerberstraße

## Galerie

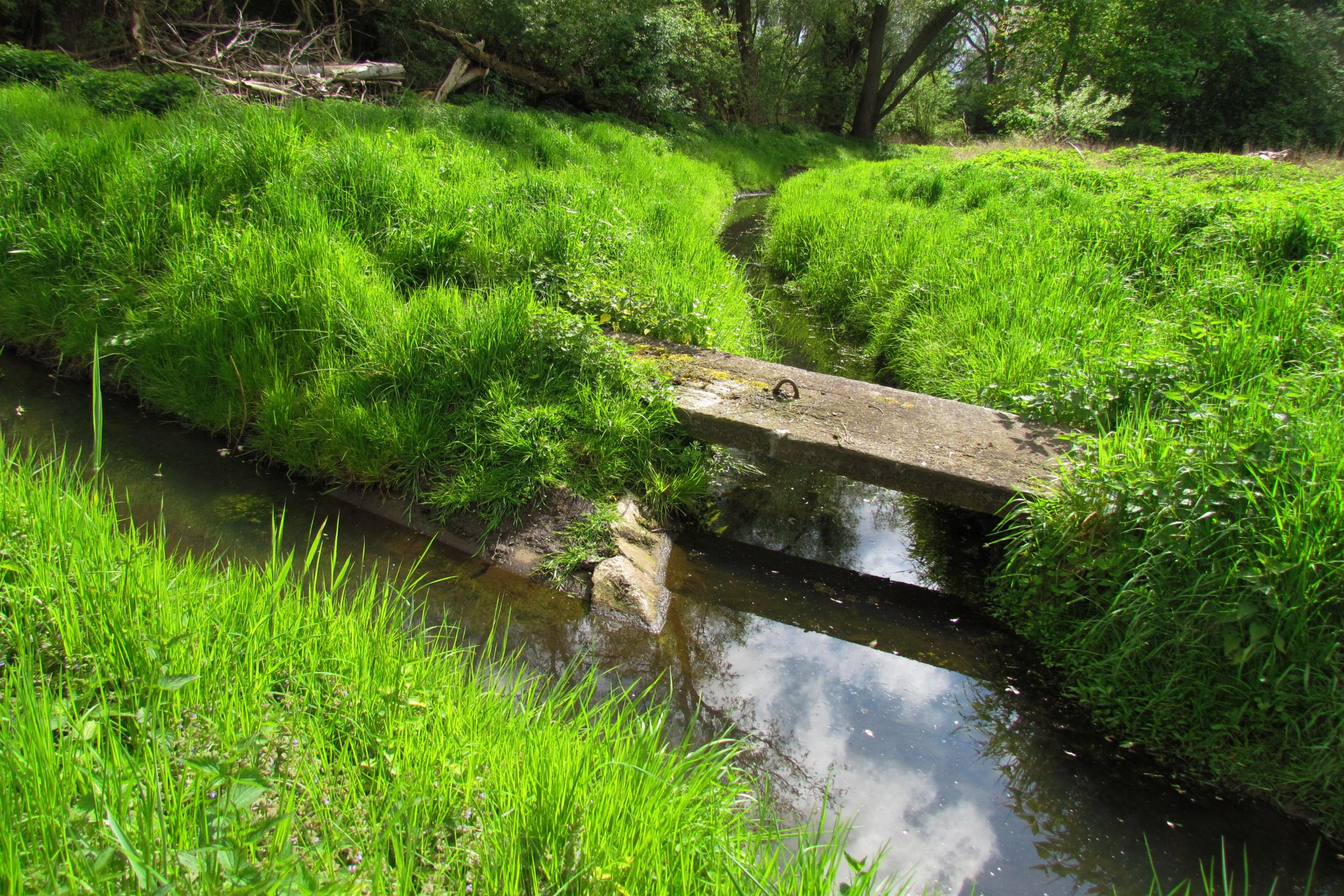
Mündung in den Alsbach
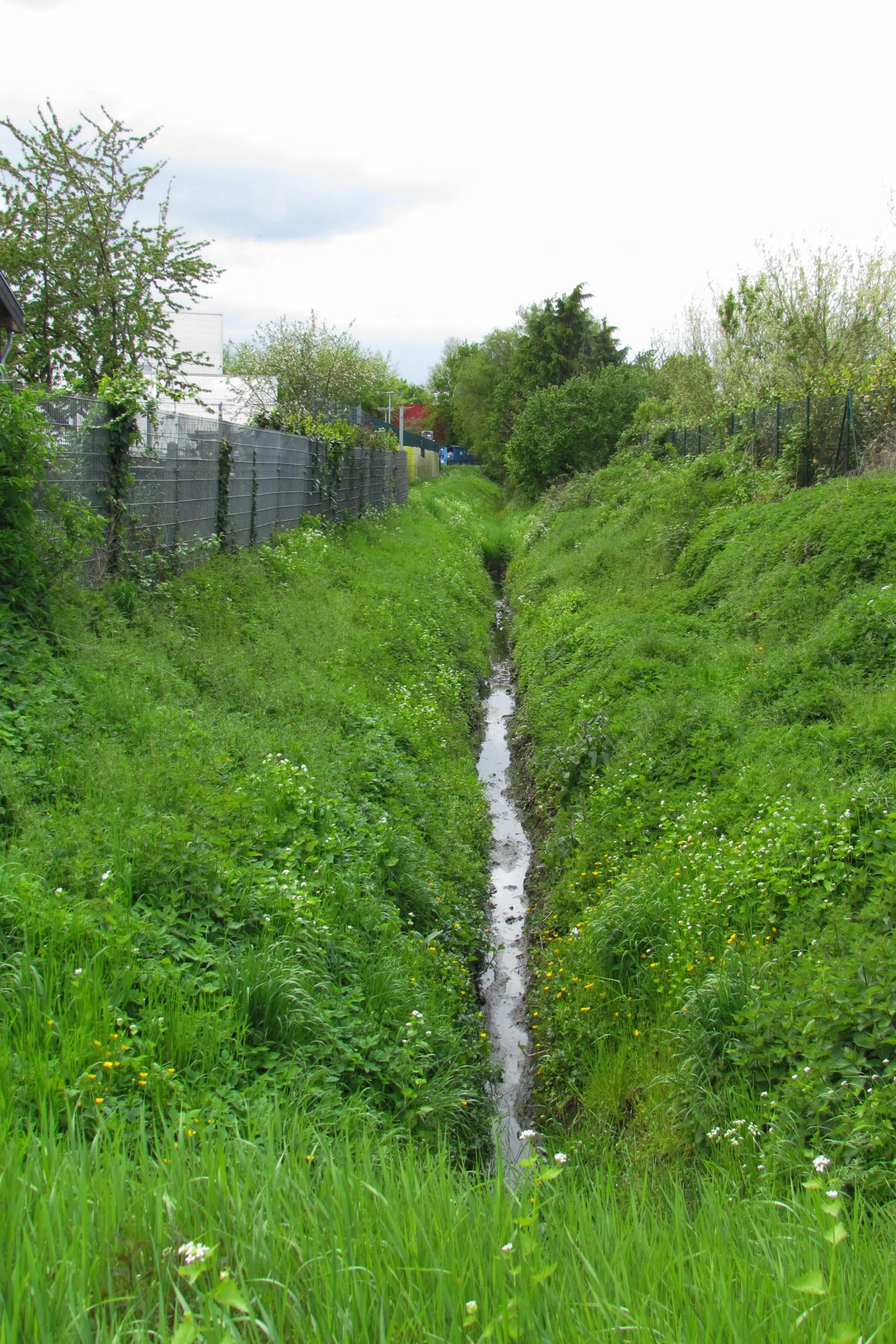
Bachverlauf von Dorfer Bach
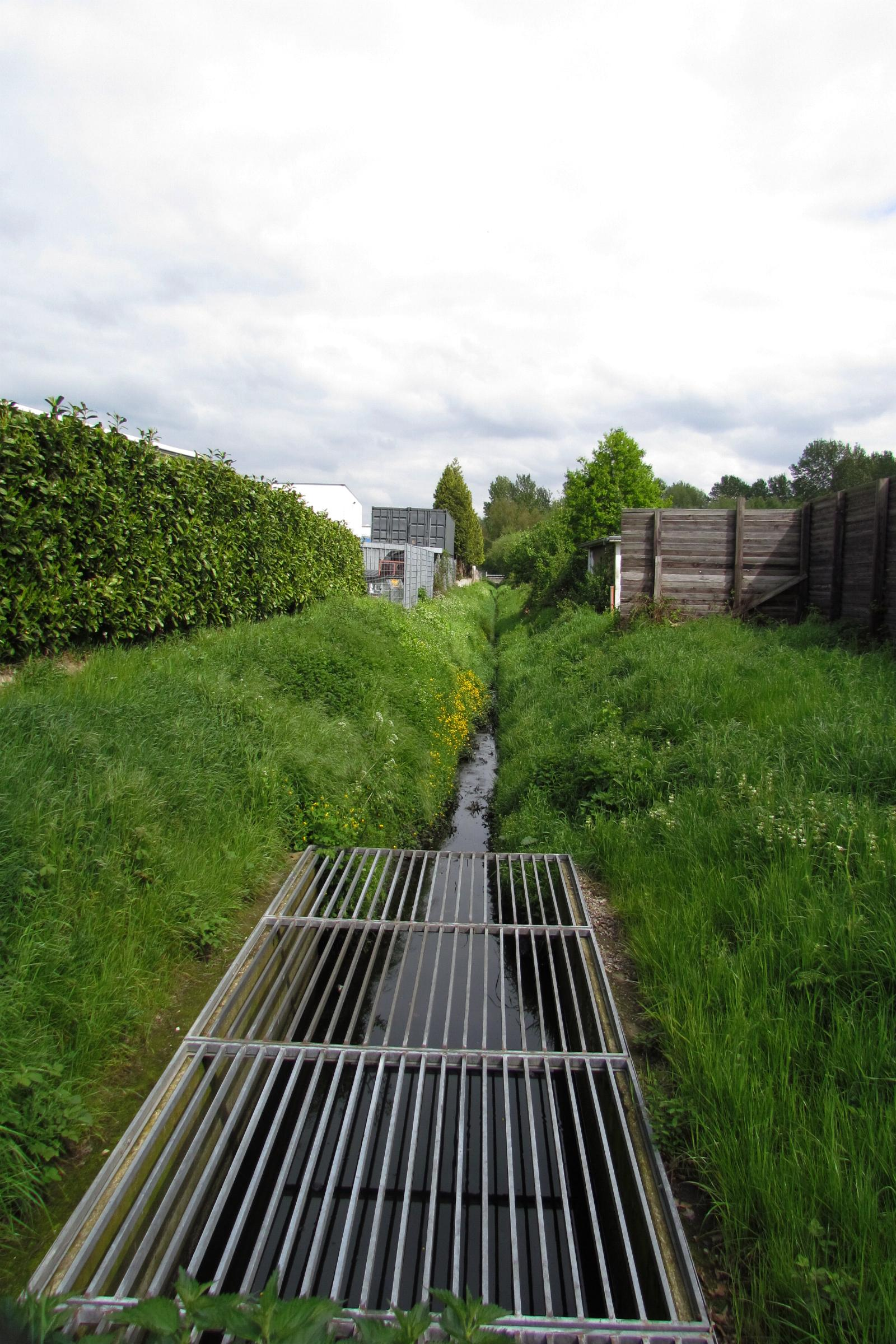
Bachführung am Hormesfeld
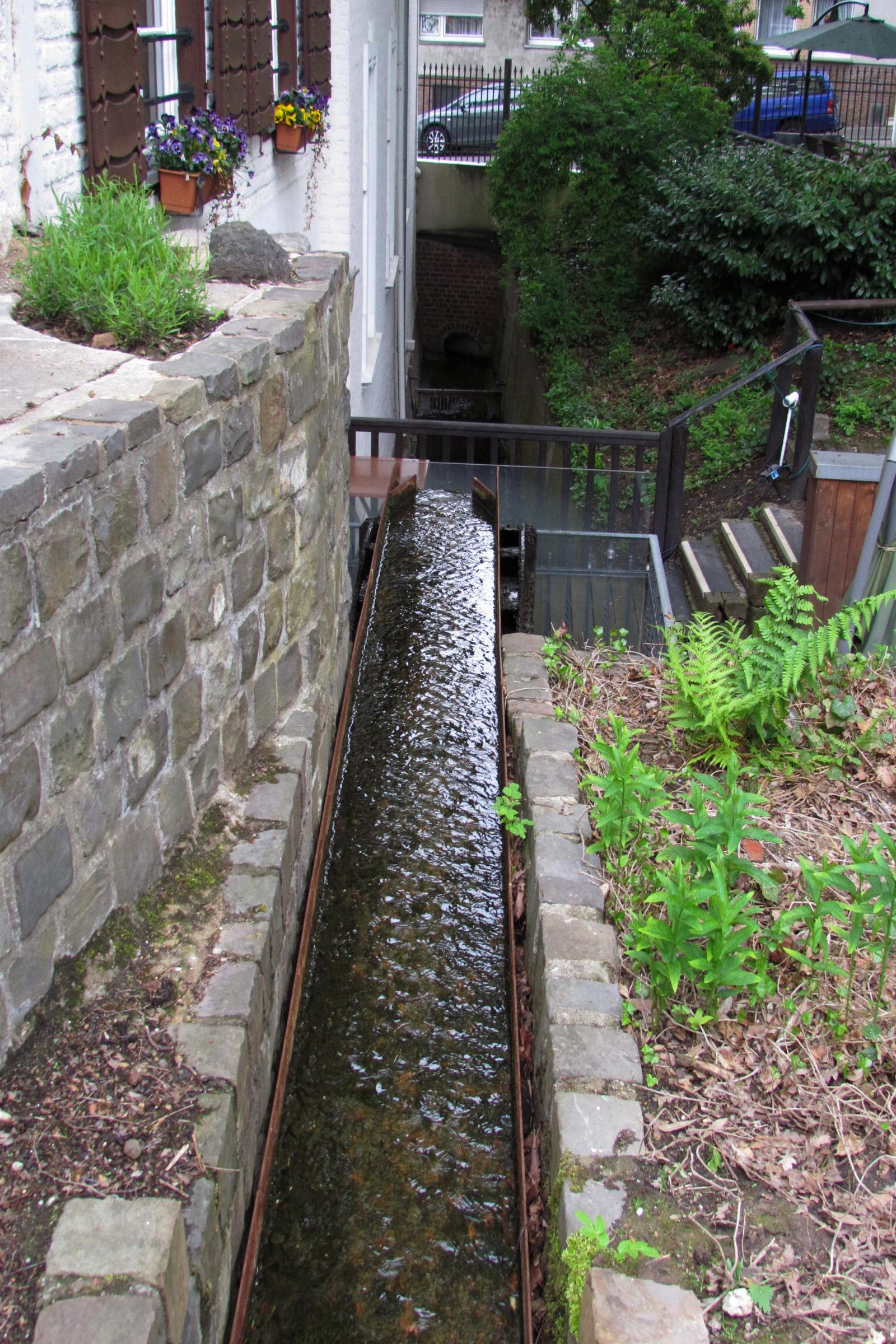
Wasserführung des Dorfer Bachs an der Kaisermühle